# Chersobius
Chersobius is een geslacht van schildpadden uit de familie landschildpadden (Testudinidae). Er zijn drie soorten, die vroeger tot het geslacht Homopus behoorden waardoor de oude geslachtsnaam weleens wordt gebruikt. De groep werd voor het eerst wetenschappelijk beschreven door Louis Agassiz in 1857. 

## Taxonomie
Het geslacht omvat de volgende soorten, met de auteur en het verspreidingsgebied.
| Naam                                                | Auteur          | Verspreidingsgebied         |
| --------------------------------------------------- | --------------- | --------------------------- |
| Boulengers platte schildpad (Chersobius boulengeri) | (Duerden, 1906) | Karoo in Zuid-Afrika        |
| Gezaagde platte schildpad (Chersobius signatus)     | (Gmelin, 1789)  | Noordwesten van Zuid-Afrika |
| Chersobius solus                                    | (Branch, 2007)  | Zuid-Namibië                |